# Andréa Parisy
Andréa Parisy, all'anagrafe Andrée Marcelle Henriette Parizy (Levallois-Perret, 4 dicembre 1935 – Parigi, 27 aprile 2014), è stata un'attrice francese.

## Biografia
Divenne famosa grazie al film Peccatori in blue-jeans (1958) di Marcel Carné, in cui interpretò il ruolo della frivola Clotilde de Vaudremont, ragazza ricca e di buona famiglia, amica di Mic (Pascale Petit), una giovane di origini modeste.
Tra i suoi ruoli più celebri, quello di Sorella Marie-Odile nella commedia Tre uomini in fuga (1966), al fianco di Louis de Funès, con il quale recitò anche in Si salvi chi può (1968), nel ruolo di Marie-Béatrice Fourchaume, moglie di un facoltoso costruttore navale. Fu partner di Jean-Paul Belmondo e Lino Ventura nella commedia d'azione 100.000 dollari al sole (1964) di Henri Verneuil.
Da segnalare anche la sua partecipazione al film in costume Mayerling (1968) di Terence Young, in cui interpretò il ruolo della principessa Stefania del Belgio, al fianco di Omar Sharif, nel ruolo dell'infelice arciduca Rodolfo d'Asburgo-Lorena. Apparve per l'ultima volta sullo schermo nel drammatico Pas de scandale (1999) di Benoît Jacquot, nel ruolo di M.me Jancourt, al fianco di Fabrice Luchini e Isabelle Huppert.

## Filmografia parziale
- Le compagne della notte (Les Compagnes de la nuit), regia di Ralph Habib (1953)
- Schiavitù (L'Esclave), regia di Yves Ciampi (1953)
- Escalier de service, regia di Carlo Rim (1954)
- Ragazze folli (Futures Vedettes), regia di Marc Allégret (1955) - non accreditata
- Paris, Palace Hôtel, regia di Henri Verneuil (1956)
- Peccatori in blue-jeans (Les Tricheurs), regia di Marcel Carné (1958)
- Peccatori delle Haway (L'Ambitieuse), regia di Yves Allégret (1959)
- Non ho ucciso (125 rue Montmartre), regia di Gilles Grangier (1959)
- Stefanie in Rio, regia di Curtis Bernhardt (1960)
- L'appuntamento (Le Rendez-vous), regia di Jean Delannoy (1961)
- Una ragazza a rimorchio (Les Petits Matins), regia di Jacqueline Audry (1962)
- Confetti al pepe (Dragées au poivre), regia di Jacques Baratier (1963)
- 100.000 dollari al sole (Cent mille dollars au soleil), regia di Henri Verneuil (1964)
- Per favore, chiudete le persiane (Les Bons Vivants), regia di Gilles Grangier e Georges Lautner (1965)
- Tre uomini in fuga (La Grande Vadrouille), regia di Gérard Oury (1966)
- Si salvi chi può (Le Petit Baigneur), regia di Robert Dhéry (1968)
- Mayerling, regia di Terence Young (1968)
- Slogan, regia di Pierre Grimblat (1969)
- Il vizietto dell'onorevole (La Gueule de l'autre), regia di Pierre Tchernia (1979)
- La favorita (The Favorite), regia di Jack Smight (1989)
- Pas de scandale, regia di Benoît Jacquot (1999)

## Doppiatrici italiane
- Rosetta Calavetta in Peccatori in blue-jeans, Peccatori delle Haway
- Maria Pia Di Meo in L'appuntamento
- Paila Pavese in Mayerling